# José Backhaus
José Backhaus Martin (* 1884 in Santiago de Chile; † 1922 in Paris) war ein chilenischer Maler.
Backhaus besuchte das Colegio San Ignacio und begann ein Studium an der Ingenieurschule der Universidad Católica. Dieses brach er ab und wurde an der Escuela de Bellas Artes Schüler von Pedro Lira und Cosme San Martín. Fünfzehnjährig hatte er seine erste Ausstellung im Salón Official wo er im Folgejahr mit einer ehrenden Erwähnung gewürdigt wurde.

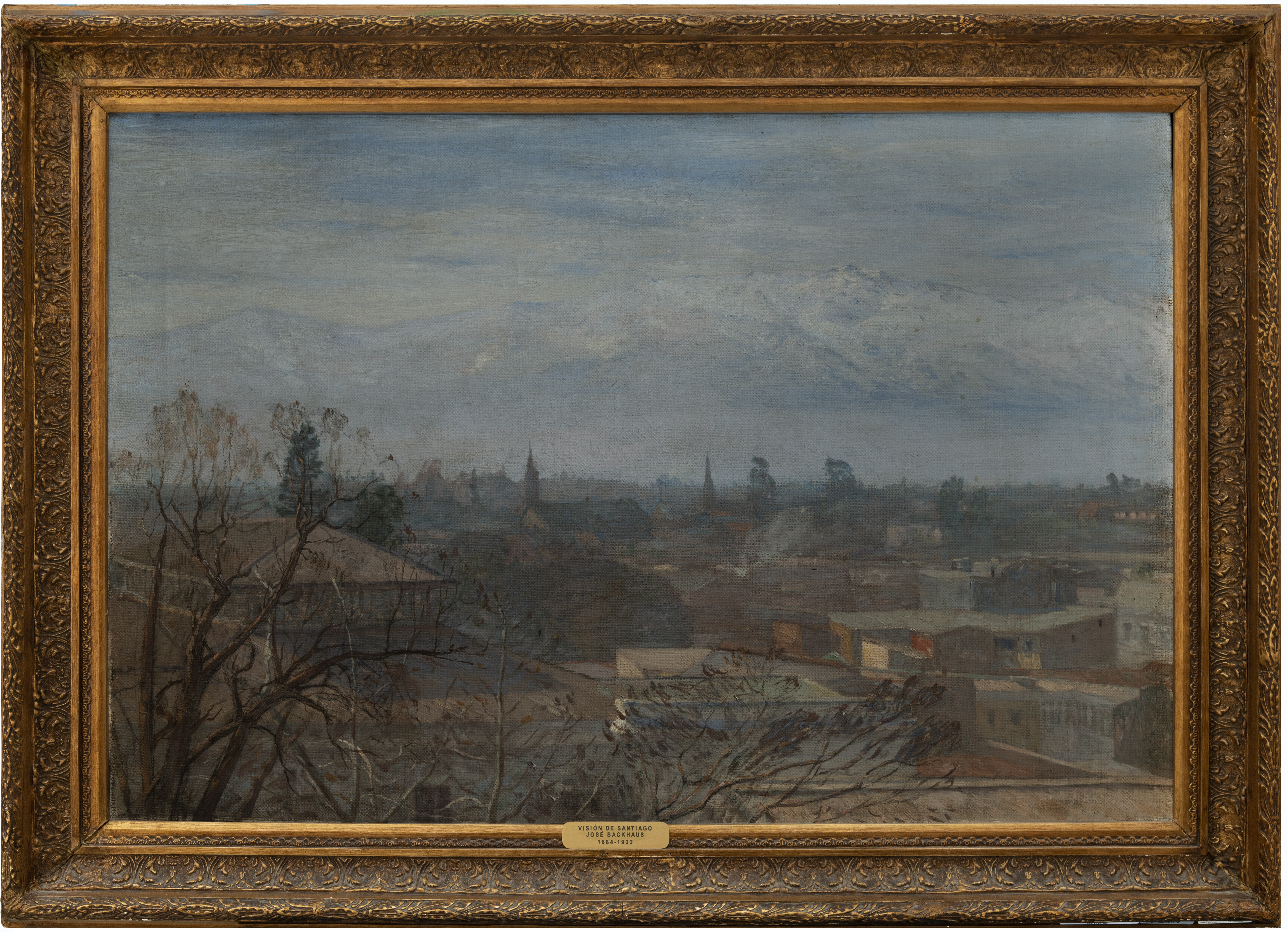
Gemälde "Panorama de Santiago, tarde" - "Nachmittagsansicht von Santiago de Chile", um 1914

1904 besuchte er die Colonia Tolstoyana, und 1906 reiste er nach Europa und studierte an der Académie Julien in Paris bei Jean Paul Laurens. Von 1912 bis 1912 bereiste er als Stipendiat der chilenischen Regierung Belgien, Holland und England und studierte in Florenz alte Maltechniken.
Nach seiner Rückkehr nach Chile wurde er Professor an der Escuela de Bellas Artes; daneben schrieb er Kunstkritiken und verfasste Bücher über die Malerei des Kubismus Orphischen Kubismus und Futurismus. 1917 reiste er mit seiner Frau, der Schriftstellerin Sara Camino Malvar nach Spanien und veranstaltete dort Kunstausstellungen. 1921 gingen beide nach Paris. Dort lernten sie Künstler wie Pablo Picasso, Le Corbusier und die Brüder Julio und Manuel Ortiz de Zárate kennen. Mehrere seiner Werke befinden sich im Besitz des Museo Nacional de Bellas Artes.